# U-604
O Unterseeboot 604 foi um submarino alemão do Tipo VIIC, pertencente a Kriegsmarine que atuou durante a Segunda Guerra Mundial. Foram construidos 568 submarinos da mesma classe entre os anos de 1938 e 1944 .
Em 179 dias de operação de guerra o U-604 afundou 5 navios mercantes e um navio-aviso totalizando 39 891 toneladas de arqueação bruta . Entre os navios torpedeados e afundados estava o navio de passageiros norte-americano SS Coamo (1925-1942), que com 186 tripulantes e passageiros foi a maior perda em um navio civil dos Estados Unidos na Segunda Guerra 
Em 11 de agosto de 1943  U-boot bastante avariado após uma série de ataques aéreos, foi posto a pique pela tripulação .

## Comandantes
O capitão Horst Höltringe (1913-1943) foi o único comandante do navio. Pelo seu desempenho a frente do do U-149 e U-604 foi condecorado postumamente com a Cruz Germânica em ouro (6 novembro de 1943), tinha sido reconheciso anteriormente com a Cruz de Ferro de 1ª classe e Cruz de Ferro de 2ª classe .
| Comandante             | Período                                     |
| ---------------------- | ------------------------------------------- |
| Kptlt. Horst Höltringe | 8 de janeiro de 1942 - 11 de agosto de 1943 |

## Operações
O submarino em sua carreira, participou de seis patrulhas
. O seu principal feito feito o afundamento em 30 de outubro de 1942, do navio para transporte de tropas britânico MV Président Doumer quando de 345 tripulantes, 260 pereceram .

### Subordinação

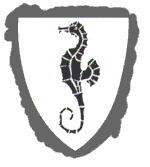
5ª Flotilha de Unterseeboot.

9ª Flotilha de Unterseeboot.

O submarino esteve ligado a 5ª Flotilha de Unterseeboot durante o período de treinamento da tripulação . Nas operações de guerra esteve subordinado a 9. Unterseebootsflottille que tinha Brest como base .
| 26 de abril de 1941 - 1 de agosto de 1941 | 5ª Flotilha de Unterseeboot |
| 1 de agosto de 1941 - 11 de março de 1943 | 9ª Flotilha de Unterseeboot |

### Patrulhas
Em sua primeira patrulha o submarino se deslocou da base de Kiel (Alemanha) para a base de Brest na França ocupada, passou pelas costas da Islândia, indo em direção ao sul, deixando a Grã-Bretanha em seu bombordo . Na saída seguinte foi em direção as costas da África . Nas patrulhas de nº 3 e 4 esteve em operação na região central do Atlântico Norte . Em 22 de abril de 1943, saiu da base de Brest retornando em cinco dias por motivos não identificados . O U-604 em sua derradeira patrulha, navegou em direção sul chegando a costa nordeste do Brasil, indo na sequencia em direção a região central do Atlântico Sul, aonde se encontrou com os submarinos U-185 e U-172 .

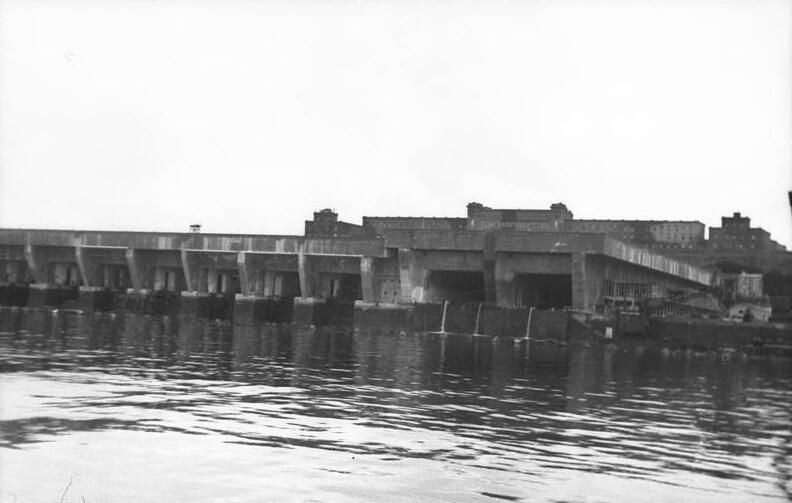
Casamata para proteção dos U-Boots na base de Brest (1941).

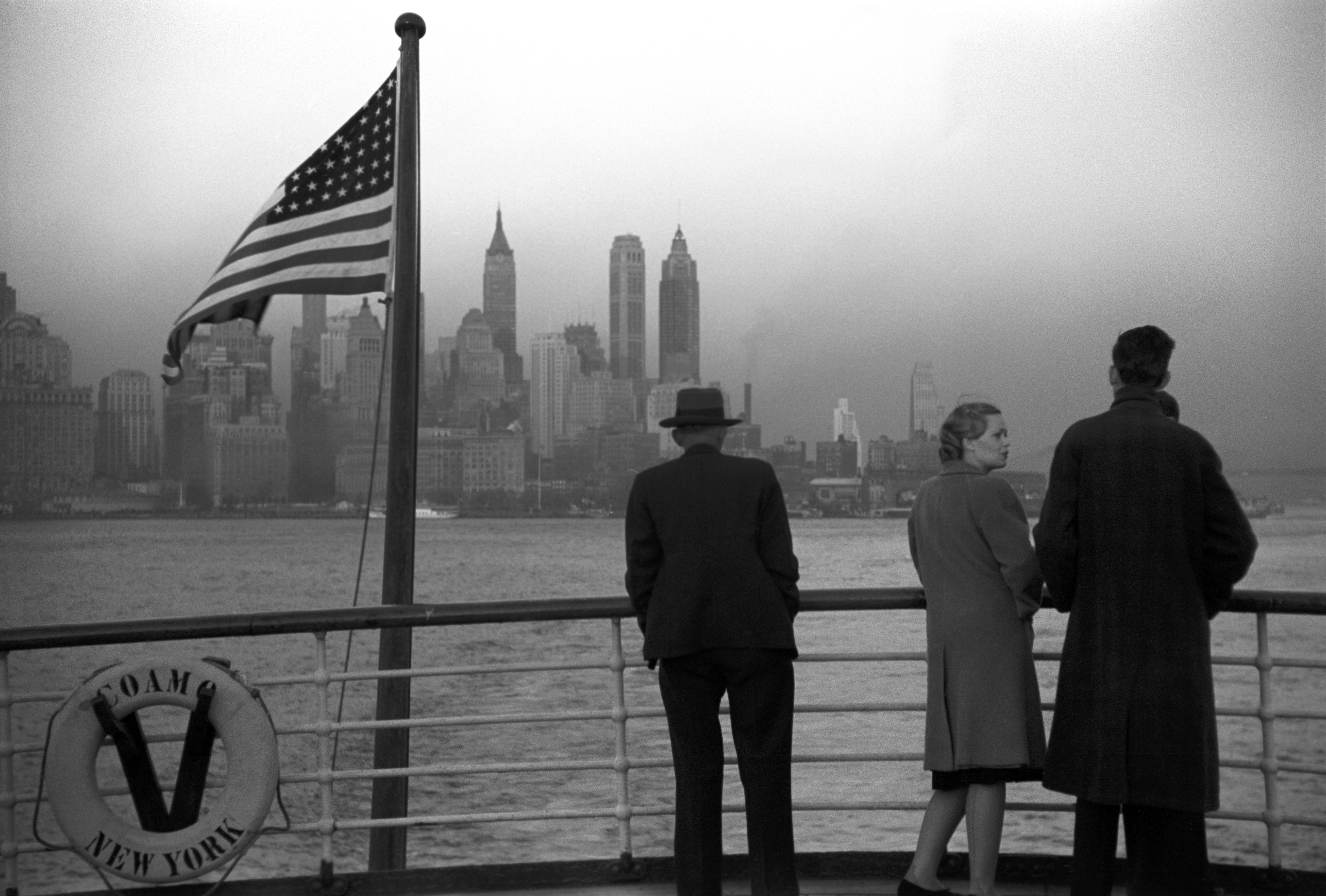
SS Coamo partindo de Nova Iorque em 1941.

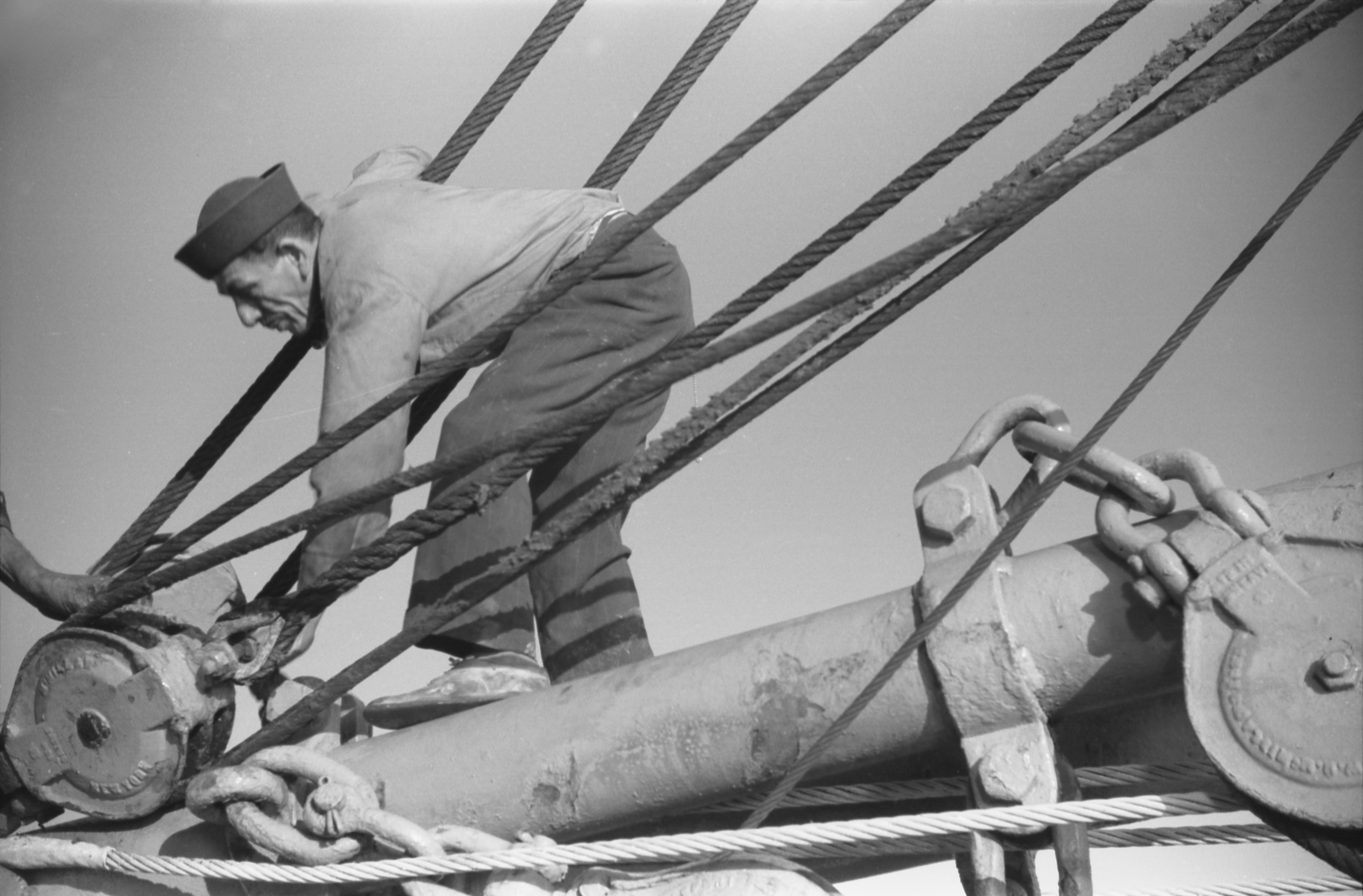
Faina a bordo do navio mercante SS Coamo.

|       | Comandante     | Partida                | Partida | Chegada                | Chegada  | Dias     | Tonelagem afundada |
| ----- | -------------- | ---------------------- | ------- | ---------------------- | -------- | -------- | ------------------ |
| 1     | Horst Höltring | 4 de agosto de 1942    | Kiel    | 8 de setembro de 1942  | Brest    | 36       | 7 906              |
| 2     | Horst Höltring | 14 de outubro de 1942  | Brest   | 5 de novembro de 1942  | Brest    | 23       | 23 245             |
| 3     | Horst Höltring | 26 de novembro de 1942 | Brest   | 31 de dezembro de 1942 | Brest    | 36       | 7 057              |
| 4     | Horst Höltring | 8 de fevereiro de 1943 | Brest   | 9 de março de 1943     | Brest    | 30       | 1 683              |
| 5     | Horst Höltring | 22 de abril de 1943    | Brest   | 26 de abril de 1943    | Brest    | 5        |                    |
| 6     | Horst Höltring | 24 de junho de 1943    | Brest   | 11 de agosto de 1943   | afundado | 49       |                    |
| Total | Total          | Total                  | Total   | Total                  | Total    | 179 dias | 39 891             |

### Navios atacados pelo U-604
| Data              | Comandante     | Nome do navio    | Toneladas | Nacionalidade  | Comboio |
| ----------------- | -------------- | ---------------- | --------- | -------------- | ------- |
| 25 agosto 1942    | Horst Höltring | Abbekerk         | 7 906     | Países Baixos  |         |
| 27 outubro 1942   | Horst Höltring | Anglo Mærsk      | 7 705     | Reino Unido    | SL-125  |
| 30 outubro 1942   | Horst Höltring | Baron Vernon     | 3 642     | Reino Unido    | SL-125  |
| 30 outubro 1942   | Horst Höltring | Président Doumer | 11 898    | Reino Unido    | SL-125  |
| 2 dezembro 1942   | Horst Höltring | SS Coamo         | 7 057     | Estados Unidos | MKF-3   |
| 23 fevereiro 1943 | Horst Höltring | Stockport        | 1 683     | Reino Unido    | ON-166  |